# Turó del Pi Novell
El turó del Pi Novell és al Massís del Montseny i té una altura sobre el nivell del mar de 1.225 m. És el punt on es troben els termes municipals de Cànoves i Samalús, Montseny, Sant Pere de Vilamajor, i Tagamanent. Erròniament s'ha atribuït al turó del Pi Novell com el punt més alt del terme municipal de Sant Pere de Vilamajor en detriment del turó del Samont, de 1.272 m. Situat a la part nord-oest del terme municipal, sota els contraforts llevantins de la Calma. Hi afloren materials del cambrià-ordovicià (nivells pissarrosos amb diferents graus de metamorfisme).

## El nom original
El nom del «Pi Novell» és una deformació històrica. El nom original és el turó del Pi Vell. En el moment de preparar la cartografia de la zona els tècnics de l'Instituto Geodesico y Catastral van traduir el nom del turó al castellà: El Pino Vell i d'aquí evolucionà a «Pi Novell». És clar que un gran arbre sí que dona lloc a un topònim i no pas un arbre jove.

## Centre Cívic
Aquest turó dona nom a un Centre Cívic al poble de Sant Pere de Vilamajor, situat al carrer Ginebró, número 1.

## Sender de petit recorregut
Aquest turó també dona nom a un sender de petit recorregut: El Sender del Pi Novell; que uneix els pobles de Sant Pere i Sant Antoni de Vilamajor amb el Pla de la Calma.